# Ик (Омская область)
Ик — деревня в Крутинском районе Омской области, в составе Яманского сельского поселения.

## История
Основана в 1900 году. В 1928 г. состояла из 149 хозяйств, основное население — русские. Центр Икского сельсовета Крутинского района Омского округа Сибирского края.

## Население
| 2010 |
| ---- |
| 40   |